# José Antonio Saura Rami
José Antonio Saura Rami és un filòleg aragonès natural de Grist, en la Vall de Benasc. Parlant nadiu del benasquès, és doctor en Filologia Hispànica per la Universitat de Saragossa. És membre de la Sociedat de Lingüistica Aragonesa, associació que va dirigir (2005-2016).
Ha publicat diversos llibres i articles d'investigació sobre dialectologia i toponímia aragoneses, amb especial atenció a la parla de la Vall de Benasc. Entre els llibres de recerca lingüística destaquen Topica Pyrenaica. Estudios sobre algunas lenguas minoritarias del Pirineo Central (2000), Elementos de fonética y morfosintaxis benasquesas (2003) i Los nombres y la tierra: onomástica de Eriste, Sahún y Eresué (2008).
També ha publicat obres de creació literària, destacant-hi Neoterica (2002), que obtingué el Premi Arnal Cavero (Govern d'Aragó) en l'edició del 2001.

## Publicacions
- Saura Rami, José Antonio. Elementos de fonética y morfosintaxis benasquesas (en castellà).  Saragossa: Institución "Fernando el Católico" - Gara D´Edizions, 2003, p. 418 (Estudios). ISBN 84-7820-679-5.